# Estanislau Clariana Fonts
Estanislau Clariana Fonts (Reus, 23 d'octubre de 1836 - València, 16 de març de 1898) va ser poeta i professor.
Fill de Salvador Clariana, propietari, i de Maria Antònia Fonts, tots dos de Reus, va estudiar magisteri a Tarragona i va fundar un col·legi a Falset. Més endavant va tornar a Reus. Col·laborava assíduament al Diari de Reus i a El Eco del Centro de Lectura amb poemes i textos literaris. L'any 1859 Víctor Balaguer va incloure alguns poemes seus a l'obra Los trobadors moderns. El 1870 participava a Saragossa en un acte d'homenatge a José Zorrilla, on va llegir, davant del dramaturg, un poema seu.
El 13 de gener de 1875, la comissió que s'havia creat a Reus per tal d'erigir un monument a Marià Fortuny, va celebrar al Teatre Principal una funció per recaptar diners, on es van llegir poemes d'Antoni de Bofarull, Josep M. de Barberà, Estanislau Clariana, Josep Martí Folguera i Víctor Rosselló.
Segons Josep Olesti, es va casar l'any 1875 i va anar a viure a València, on l'havien contractat com a catedràtic a la Universitat. Era jugador, un vici que el dominava, i això li va comportar moltes dificultats en el seu matrimoni i en la seva feina de docent. El 1898 va pujar a un dels edificis més alts de la ciutat, a la casa número 2 de la plaça de Na Jordana, i es va tirar des del terrat. El jutge va trobar una nota a la seva butxaca on explicava que la seva passió pel joc l'havia portat al suïcidi. Diu també que havia estat un poeta i professor molt popular, i que l'any 1872 va ser nomenat Comanador de l'Orde d'Isabel la Catòlica.

## Obres
- La Torre de la doncella: (leyenda del siglo XI): original y en verso. Barcelona: Impr. á cargo de A. Sierra, 1868.[5]